# Mitreola
Mitreola là một chi của ốc biển hóa thạch, động vật thân mềm chân bụng sống ở biển trong họ Volutidae, họ ốc dừa.

## Các loài
Các loài trong chi Mitreola gồm có:
- † Mitreola labratula Lamarck, 1803 (1 record from the Eocene trong United Kingdom) [4]
- † Mitreola monodonta (Lamarck 1803) (đồng nghĩa: Mitra monodonta)
- † Mitreola salaputium T. A. Darragh 1989